# Álvaro Obregón, Motozintla
Álvaro Obregón är en ort i Mexiko.   Den ligger i kommunen Motozintla och delstaten Chiapas, i den sydöstra delen av landet, 900 km sydost om huvudstaden Mexico City. Álvaro Obregón ligger 1 496 meter över havet och antalet invånare är 305.
Terrängen runt Álvaro Obregón är bergig åt sydväst, men åt nordost är den kuperad. Runt Álvaro Obregón är det ganska tätbefolkat, med 134 invånare per kvadratkilometer. Närmaste större samhälle är Motozintla de Mendoza, 7,3 km nordost om Álvaro Obregón. I omgivningarna runt Álvaro Obregón växer i huvudsak städsegrön lövskog.